# دیپیکا چیخالی
دیپیکا چیخالی (انگلیسی: Dipika Chikhlia؛ زادهٔ ۲۹ آوریل ۱۹۶۵ در بمبئی) هنرپیشه فیلم و سیاست‌مدار اهل هند است. وی عضو حزب حزب بهاراتیا جاناتا می باشد. چیخالی نماینده دوره دهم لوک سبها از ایالت گجرات می باشد.

## گزیده فیلمشناسی
از فیلم‌ها یا برنامه‌های تلویزیونی که وی در آن نقش داشته‌است می‌توان به شمشیر تیپو سلطان اشاره کرد.